# Sylvia Odio
Pour les articles homonymes, voir Odio.
 (novembre 2013).
Si vous disposez d'ouvrages ou d'articles de référence ou si vous connaissez des sites web de qualité traitant du thème abordé ici, merci de compléter l'article en donnant les références utiles à sa vérifiabilité et en les liant à la section « Notes et références ».
Sylvia Odio est une exilée cubaine née en 1937 qui vivait à Dallas et qui affirme avoir reçu à son domicile de Dallas, vers la fin septembre 1963, la visite de trois individus, deux Cubains qui se faisaient appeler « Leopoldo » et « Angelo » et un Américain qu'on lui a présenté sous le nom de « Leon Oswald ».
Les deux Cubains se présentèrent comme des membres d’un groupe anti-castriste connu d'Odio et présentèrent Leon Oswald comme un ancien Marine tireur d’élite. Cette visite a été corroborée par la sœur de Sylvia, Annie (17 ans). Lorsque les sœurs Odio ont vu Oswald à la télévision le 22 novembre 1963, elles l'ont immédiatement reconnu comme étant l'Américain amené par les deux Cubains sept semaines auparavant.
Ce témoignage est donc extrêmement important, puisqu’il place Oswald en compagnie de deux membres de la mouvance anti-castriste, ou se présentant comme tels, dans les semaines qui ont précédé l'assassinat du président Kennedy.
Les auteurs « conspirationnistes » considèrent que l’« incident Odio » est la preuve de l'existence d'une conspiration dans cet assassinat.

## Détails du témoignage
Sylvia et Annie Odio sont deux jeunes exilées, originaires d’une famille aisée de Cuba. Leur père avait soutenu la Révolution, mais a été emprisonné pour s’être opposé par la suite à Fidel Castro. Sylvia a participé à la formation de la JURE, abréviation de Junta Revolutionaria, une organisation opposée au castrisme et située à gauche dans la nébuleuse des adversaires du Lider Maximo. Les Odio sont certes anti-castristes, mais de tendance démocratique.
Un soir de fin septembre 1963, trois hommes se présentent à l’appartement de Sylvia Odio. Annie Odio, sa sœur, va ouvrir la porte et appelle ensuite sa sœur aînée. Les visiteurs sont deux Cubains et un Américain, les deux cubains affirmant être des membres de la JURE dont les noms de guerre sont Leopoldo et Angelo.
Le troisième homme est plus jeune que les deux autres et se trouve être un Américain.
Leopoldo, qui semble être le chef, explique qu’ils viennent de La Nouvelle-Orléans et qu’ils sont des amis du père de Sylvia et des membres de JURE qui travaillent pour le compte du Conseil Révolutionnaire Cubain à lever des fonds alimentant des actions anti-castristes. Ils souhaitent obtenir l’aide de Sylvia Odio pour traduire en anglais des lettres à expédier à des donateurs américains.
Sylvia constate que les hommes ont une bonne connaissance de l’organisation de JURE, ainsi que de certains détails en principe connus des seuls membres de cette organisation, tel que le nom de guerre de son père. Elle refuse cependant de prendre part à leurs projets.
Le lendemain de cette visite, «Leopoldo» recontacte Sylvia par téléphone. Il évoque une nouvelle fois sa demande d’aide et s’enquiert ensuite ce qu’elle a pensé de l'Américain. Après qu’Odio lui répond qu’elle n’a pas vraiment d’avis, Leopoldo lui fait quelques remarques qui l’impressionnent. À le croire, Leon Oswald est un ancien Marine, un tireur d'élite qui serait un apport intéressant pour la cause, si ce n’était qu’on ne savait jamais comment le prendre. Il est un peu fou, il pourrait faire n’importe quoi, comme par exemple devenir agent infiltré à Cuba ou partir tuer Castro. Leon disait que les cubains n’avaient pas de tripes et qu’ils auraient dû tuer Kennedy après la Baie des Cochons… 
Après cette conversation, Sylvia n’entendra plus jamais parler de Leopoldo.
Le 22 novembre, Sylvia sera victime d’un évanouissement après avoir appris l'assassinat du Président, d’après elle parce qu’elle avait immédiatement songé à cette visite de septembre. Annie, de son côté verra à la télévision une photo d’Oswald et le reconnaîtra, mais sans parvenir à se rappeler où elle l’avait vu. Elle se rendra au chevet de sa sœur, et lui confiera qu’il lui semblait avoir déjà vu Oswald. À ces mots, Sylvia fondra en larmes et lui rappellera la visite des trois hommes. Les deux femmes regarderont la télévision et tomberont d’accord sur le fait qu’Oswald était bien l’Américain qu’elles avaient vu quelques semaines plus tôt.
Choquées et effrayées, les deux sœurs décideront de n’en parler à personne. Cependant, elles finiront par lâcher quelques confidences autour d’elles, notamment à l’amie de Sylvia, Lucille Connell, de sorte que l’histoire parviendra à la connaissance du FBI, lequel interrogera Sylvia Odio en décembre 1963. Elle témoignera également devant la Commission Warren en juillet 1964.

## Validation du témoignage

### Corroboration
Le témoignage de Sylvia Odio peut-il être corroboré ? La manière la plus sûre d’en vérifier l’exactitude est de le recouper avec ce que Sylvia aurait dit à d’autres personnes avant l’assassinat.
Outre Annie Odio, Sylvia affirme qu'elle a dit à au moins deux personnes, avant l'assassinat, que trois hommes, dont Oswald, étaient passés chez elle.

#### Annie Odio
Annie Odio ne peut corroborer tous les points clefs de l'histoire de sa sœur parce qu'elle n'a pas entendu l'Américain se présenter sous le nom de «Leon Oswald», ni même la conversation téléphonique du lendemain avec Leopoldo.
C’est cependant elle qui a ouvert la porte aux trois hommes, ce qui lui a permis de voir Oswald, et de le reconnaître le 22 novembre 1963 lorsqu'il est apparu à la télévision.
Ce témoignage recoupe donc le fait de la visite, et le fait qu’Oswald était un des visiteurs.

#### Lucille Connell
Lucille Connel était une amie de Sylvia Odio et une des personnes à qui elle parla de la visite après l’assassinat. Interrogée par le FBI, Connell ne se souvenait pas que Sylvia lui en eût parlé avant l’assassinat.

#### Le père de Sylvia
Sylvia écrivit une lettre à son père le 27 octobre 1963, dans laquelle elle mentionnait la visite des trois hommes. Sylvia elle-même ne se souvenait pas vraiment si elle avait signalé la présence de l’Américain, mais avait sans doute mentionné les noms de guerre qui lui avaient été donnés.
Son père répondit en lui disant d’être prudente avec les gens qui se prétendaient ses amis et qu’elle devait lui donner leurs noms complets.
Cet élément recoupe donc le fait de la visite, mais laisse incertain la question de savoir si Sylvia a mentionné l’américain à son père.

#### Le docteur Burton C. Einspruch
Le Dr Einspruch était le psychologue de Sylvia Odio. Son témoignage à la Commission Warren et devant le HSCA doit être analysé avec prudence.
La seule trace connue de ce témoignage n’est autre qu’un résumé émanant d’un mémorandum d’un conseiller de la Commission Warren en date du 16 avril 1964 : «Einspruch a déclaré qu’au cours de sa psychothérapie, Melle Odio lui avait dit qu’elle avait vu Oswald à plus d’une réunion anti-castriste. L’une de ces réunions s’est apparemment tenue chez elle, croyait-il, et la sœur de Melle Odio a également vu Oswald à la maison. Le Dr Einspruch dit que Melle Odio lui a rapporté qu’Oswald avait proféré des commentaires incendiaires sur Cuba. Le terme « incendiaire » émane du Dr Einspruch et il ne peut clairement indiquer ce qu’avait dit Oswald. En fait, j’ai eu l’impression que ces commentaires étaient pro-castristes.»
Faute de transcription exacte du témoignage, les propos exacts d’Einspruch nous sont inconnus. Compte tenu de ses déclarations ultérieures devant le HSCA, il est difficile de comprendre à quoi Einspruch aurait pu faire allusion en parlant de «réunions», mais il s’agit probablement des incidents ayant opposé Oswald aux anti-castristes de La Nouvelle-Orléans, dont Sylvia a dû lui parler au cours de séances de 1964 (un des oncles de Sylvia vivant à La Nouvelle-Orléans les lui avait signalés en février de la même année).
Interrogé dans le cadre de l’enquête du HSCA, Einspruch se souvient qu’avant l’assassinat, Sylvia a mentionné la venue de trois hommes, deux Cubains et un Américain.
Le lendemain de l’assassinat, il lui a parlé au téléphone et elle a lié la visite des trois hommes et l’assassinat «en un genre de manière théâtrale», et lui a, à ce moment-là, parlé de «Leon». Interrogé sur la question de savoir si elle a mentionné alors le nom « Leon Oswald » ou si elle lui a parlé à ce moment-là de ce que Leopoldo aurait dit au sujet de Kennedy qu’il fallait assassiner, Einspruch n’a aucun souvenir de ce point et estime possible que l‘histoire ait «grandi», en d’autres termes, qu'Odio avait pu enjoliver l’histoire par la suite.
Déjà devant la Commission Warren, Einspruch avait affirmé que Sylvia Odio «était encline à l’exagération, mais que tous les faits basiques qu’elle fournissait étaient vrais. Il a déclaré que sa tendance à exagérer est de type émotionnel, un trait propre à de nombreuses personnes d’origine latino-américaine». Selon lui, Sylvia Odio pouvait faire preuve d’un caractère théâtral, tout à fait commun aux Latino-américains – rien qui veuille dire qu’elle était capable d’inventer une histoire. Einspruch a donc à plusieurs reprises décrit Sylvia Odio comme une personne absolument digne de confiance, mais susceptible, de par son caractère, de se laisser aller à un enjolivement de la situation.
Sa déposition devant le HSCA révèle cependant que la conversation téléphonique du 23 novembre 1963 a été brève, et que Sylvia était agitée, bouleversée. La visite des trois hommes n’a, par la suite, pas été abordée dans le détail au cours des séances de psychothérapie. Autant d’éléments de nature à indiquer que l’absence de mention du coup de téléphone de «Leopoldo» ne signifie pas pour autant qu’un tel événement a été inventé.
En tout état de cause, Sylvia Odio a parlé à son psychiatre d’une visite effectuée par trois hommes à son domicile, deux Cubains et un Américain. On ignore si elle lui a également évoqué le fait que l’Américain s’appelait «Leon», ou «Leon Oswald ». On ignore également si elle lui a parlé du coup de fil passé par «Leopoldo». Cependant, elle lui a déclaré, le lendemain de l’attentat de Dallas, avoir reconnu l’Américain, et que cet Américain était Oswald.

### Identification de Oswald
Odio a positivement identifié Oswald sur photo lorsque la Commission Warren lui en a présenté.
Ce point a parfois été mis en doute par un examen superficiel de son témoignage.
Ses contempteurs extraient en effet une phrase de sa déposition devant la Commission Warren : «Je pense que cet homme était l'un de ceux qui se trouvaient dans mon appartement. Je ne suis pas sûre de l'image. Il ne ressemblait pas à ça.»
En réalité, la déposition de Sylvia Odio revêt une autre signification : «Eh bien, laissez-moi apporter une précision. Je pense que cet homme était l'un de ceux qui se trouvait dans mon appartement. Je ne suis pas trop sûre de l'image. Il ne ressemblait pas à ça. Il souriait, ce jour-là. Il était beaucoup plus souriant que sur cette image.».
Sylvia Odio a donc parfaitement reconnu Oswald, mais elle apporte donc une précision sur l'état d'esprit d'Oswald, sur l'expression de son visage, parce que la photo qu’on lui présente est celle d’Oswald juste après son arrestation, entouré de deux policiers. Ce que Sylvia confirme par la suite de sa déposition, lorsqu'on lui présente une photo de Oswald prise au moment où il distribue des tracts pro-castro : «il a l'air plus détendu sur la Pièce à Conviction N° 453-C. Il a l'air plus souriant, comme sur la Pièce à Conviction n° 453-B.»
Lorsqu’on lui présenta d’autres photos, Sylvia Odio reconnut à chaque fois Oswald.

### Datation de la visite
La datation de la visite semble, de prime abord, invalider le témoignage de Odio. Elle était certaine que les hommes lui avaient rendu visite avant le mardi, 1er octobre, parce que le 30 septembre elle avait déménagé dans un autre appartement. Sa sœur vivait avec quelques amis américains et était venue le week-end dernier pour l’aider à préparer ses cartons. Selon Odio, sa sœur était arrivée le jeudi précédent, 26 septembre, ou le vendredi, 27 septembre. Au jour où les trois hommes sont venus, Odio et sa sœur avaient «déjà commencé à empaqueter pour le départ», et il y avait des meubles dans le salon. Odio s’est souvenue qu’elle avait travaillé ce jour-là, et comme elle ne travaillait ni le samedi, ni le dimanche, elle a déclaré qu’«il pouvait s’agir du 26 ou du 27 septembre, à coup sûr.»
Le problème est que le 26 septembre 1963, Oswald amorçait son voyage en bus, d’une durée de 24 heures, de Houston à Mexico, où il a débarqué le 27. Il n’est pas retourné aux États-Unis avant une semaine. Il était physiquement impossible pour Oswald de rencontre Odio au moment qu’elle a indiqué.
Cependant, Sylvia Odio mentionne également le 25 septembre, en tant que date possible de la rencontre, quoique de manière très incertaine, puisqu’elle et sa sœur pensent que Annie est arrivée chez elle le 26.
Il convient donc d’examiner également si la visite aurait pu avoir lieu le 25 et, pour ce faire, examiner l’emploi du temps de Oswald.
Oswald a été vu à La Nouvelle-Orléans pour la dernière fois le 24 au soir.
Le 25, le chèque de chômage de Oswald est encaissé dans un magasin, mais on ne peut authentifier sa signature. Il n’est donc pas exclu qu’il ait monnayé ce chèque auprès de quelqu’un qui l’aurait touché à sa place.
Le 26 au matin, il est présent dans le bus Houston-Laredo, en route vers le Mexique. Il a pu monter dans ce bus soit à Houston (départ à 2h35) soit à Alice (où le bus passe apparemment vers 6 heures du matin).
La Commission Warren a considéré que l'emploi du temps d'Oswald le plus vraisemblable était le suivant :
- Tout d'abord, Oswald a pu prendre le bus qui quitte La Nouvelle-Orléans pour Houston à 12h30 le 25 septembre, et atteint Houston à 22h50 le même jour (cependant, personne n'a vu Oswald sur ce bus, alors qu'il a été remarqué dans le bus qui devait l'emmener à Laredo).
- L'arrivée à 22h50 à Houston laissait à Oswald du temps pour acheter un ticket pour le Houston-Laredo qui quitte Houston à 2h35 le 26 septembre. 
 Un ticket Houston-Laredo fut acheté pendant la nuit du 25 au 26. L'agent qui avait vendu le ticket estima que Oswald était peut-être l'acheteur.
- Ce qui est certain, c'est que Oswald fut remarqué dans le bus Houston-Laredo vers 6 heures du matin, alors qu'il se mit à bavarder avec les passagers du bus, d'excellente humeur et ne faisant pas secret du fait que son but était d'atteindre Cuba. 
 Quoique Oswald ait lui-même mentionné à ses compagnons de voyage qu'il avait fait le voyage en bus depuis La Nouvelle-Orléans, certains pensent cependant qu'il a pu monter à Alice, quoique Oswald ait été remarqué dans le bus à 6 heures, et que le bus s'arrêtait à Alice après 6 heures.
- Un autre élément semble placer Oswald à Houston dans la nuit du 25 au 26 : Horace Twifford, le représentant du Texas au comité national du parti socialiste américain, vivait à Houston et avait envoyé à Oswald de la lecture à la suite d'une demande qu'il avait faite au Parti Socialiste à New York en novembre 1962. L'épouse de Horace Twifford, reçut, un soir de fin septembre, un appel de Oswald. Oswald souhaitait pouvoir rencontrer Twifford pour discuter. Twifford était absent, mais sa femme lui répondit brièvement. Mme Twifford eut l'impression qu'il s'agissait d'un appel local, ce qui semble confirmer du fait que Oswald demandait à rencontrer Twifford. 
 Cet épisode semble donc valider la présence de Oswald à Houston: arrivé à 22h50, il a acheté son billet pour Laredo et veut tuer le temps jusqu'au départ du bus de 2h35.

Les éléments considérés par la Commission semblent donc montrer un trajet relativement simple: 
- Oswald touche son chèque le 25 au matin,
- prend le bus pour Houston à 12h30,
- arrive à Houston à 22h50,
- achète son billet pour Laredo,
- appelle Twifford mais n'arrive pas à le rencontrer,
- prend le bus pour Laredo de 2h35, où il est vu à 6 heures.

Pourtant, il reste possible, bien que des éléments indirects semblent indiquer le contraire, d'envisager qu'Oswald ait été à Dallas le 25 et ait attrapé le bus au vol à Houston ou Alice, quoique, problème additionnel, Dallas se trouve à 400 kilomètres de Houston (environ 5 heures de route). Il n’est donc pas impossible que Oswald se soit trouvé à Dallas le 25 au soir, mais cela supposerait un emploi du temps extrêmement serré (il aurait dû quitter Dallas vers 21h30 pour être à temps à Houston).

### État mental de Sylvia Odio
Les adversaires de Sylvia Odio tentent de la discréditer en s’attaquant à ses prétendues difficultés psychologiques. À l’époque de l’affaire d’Oswald, prétendent-ils, elle avait un passé chargé en problèmes émotionnels.
A Porto Rico, où elle avait vécu avant de s’installer à Dallas en mars 1963, elle a consulté un psychiatre pour son mariage en difficulté. D’après les rapports du FBI, celui-ci l’a trouvée instable et incapable, mentalement ou physiquement, de s’occuper de ses enfants. Un médecin appelé un jour pour la soigner d’une «crise de nerfs» a découvert qu’elle l’avait inventée pour attirer l’attention de ses voisins. Il la décrit comme une jeune femme très perturbée, et on lui dit qu’elle avait déjà été suivie en psychiatrie à Miami, après être venue aux États-Unis en 1963.
Mais ce portrait nécessite de sérieuses retouches.
Le Dr. Einspruch, en 1964, a décrit Sylvia Odio comme issue d’un très haut niveau social. Il a déclaré qu’elle avait été éduquée pendant cinq ans à Philadelphie, qu’elle avait écrit des nouvelles publiées dans des journaux d’Amérique latine, et qu’elle composait des poèmes. Il l’a décrite comme étant une jeune femme magnifique, brillante, d’éducation soignée, charmante.
Sylvia Odio, qui a vécu à Porto Rico jusqu'en 1963, avait en fait de bonnes raison de subir une dépression par la suite :
- ses parents ont été arrêtés par la police castriste le 26 octobre 1961 ;
- l'année suivante, le mari de Sylvia Odio l'a abandonnée, elle et... ses quatre enfants ;
- jusque-là préservée de la pauvreté, Sylvia Odio a rencontré de considérables difficultés financières.

Sa dépression est donc totalement explicable et n'a rien à voir avec une instabilité mentale qui justifierait son envoi à l'asile. La vérité est qu'elle était simplement dépressive du fait d'un assaut de calamités dans un laps de temps relativement bref. Mais cette dépression était, au second semestre 1963, en voie de rémission.
Selon Lucille Connell, qui pour un temps s’est trouvée être l’amie la plus proche de Sylvia, les problèmes émotionnels de Sylvia ont été déclenchés par le fait d’être soudainement laissée seule avec ses quatre jeunes enfants, ses parents emprisonnés et son mode de vie bouleversé, passant de la richesse au profond dénuement, et se sont manifestés par des attaques consistant en une totale perte de conscience «lorsque la réalité devenait trop pénible à supporter». Connell a déclaré qu'elle avait personnellement vu Odio souffrir de ces attaques à son domicile lorsqu'elle est venue à Dallas pour la première fois, mais grâce à son traitement psychiatrique, ces attaques ont diminué et ont fini par disparaître, jusqu'à l'assassinat de Kennedy.
L’enquêteur du HSCA ajoutait : «Au mois de septembre 1963, (Sylvia Odio) était bien établie dans la communauté, bénéficiait de revenus décents issus du fait qu'elle avait trouvé du travail, maîtrisait ses problèmes émotionnels et se consacrait sérieusement à préparer un déménagement dans un meilleur logement.»

### Absence de contact avec les agences gouvernementales
L’un des aspects les plus inhabituels du dossier Odio est que bien qu’elle ait pensé avoir rencontré l’assassin, elle n’a jamais contacté une quelconque agence gouvernementale ou judiciaire pour raconter son histoire.
Carlos Bringuier, le leader anti-castriste arrêté en même temps qu’Oswald à l’occasion de leur rixe dans les rues de La Nouvelle-Orléans, a rencontré une fois Sylvia Odio, ce qui l’a amené à formuler, quelques années plus tard, ce commentaire :
«Je crois possible qu’elle a reçu la visite de quelqu’un – il y avait là-bas un tas de gens de plusieurs organisations. Mais, après l’assassinat, j’ai pensé que sa réaction immédiate aurait été la même que la mienne. Elle aurait sauté en l’air et appelé le FBI : «Hé, ce type est venu me voir !» Au lieu de quoi, après être sortie de l’hôpital, elle en parle vaguement à un voisin, et ce voisin en parle au FBI, et c’est la seule raison pour qu’on l’ait appris. Cela me rend son histoire suspecte. Ca ne sonne pas juste, et je le sais par expérience, d’après ce que j’ai fait et ressenti en me rendant compte que j’avais connu personnellement l’homme qui a tué le président des États-Unis. Quand j’ai entendu le nom Lee Harvey Oswald, j’ai sauté de ma chaise. Je n’ai pas fini de déjeuner, j’ai aussitôt appelé le FBI. Peut-être qu’elle a été troublée avec toutes les informations ayant suivi la personne qu’elle a vraiment rencontré. J’ai vu cela comme avocat dans des grandes affaires criminelles. Il y a un accident avec quatre témoins, ils donnent quatre versions différentes, ils croient tous qu’ils disent la vérité et ils passeraient même au détecteur de mensonge. Elle croit dire la vérité. J’aurais horreur de dire qu’elle ment, mais elle se trompe.»
Cependant, Bringuier est un anti-castriste. Compte tenu du fait que le témoignage Odio risque d’amener les enquêteurs à fouiller chez ses alliés politiques, son témoignage est donc à prendre avec précaution : son intérêt est, en effet, de couvrir ses réseaux.
La comparaison de sa réaction avec celle de Sylvia Odio doit aussi être relativisée. Car dès l’assassinat de Kennedy, Sylvia et sa sœur ont été terrifiées. Elles ne connaissaient pas ces visiteurs, ignoraient s'ils pouvaient revenir au cas où elles attireraient l'attention. Ne fallait-il pas protéger les enfants, la famille, dont le père était emprisonné à Cuba ? 
Gaeton Fonzi, l’enquêteur du HSCA, écrit que Sylvia et Annie [...] ont décidé de n'en parler à personne et les cite: «On avait si peur, on était absolument terrifiées», se rappelle Sylvia. «Nous étions toutes les deux très jeunes et pourtant nous avions beaucoup de responsabilités, avant tant de frères et sœur, notre mère et notre père en prison, nous avions très peur et ne savions pas ce qui se passait. Nous nous sommes fait le serment de n'en parler à personne.» [Bien sûr, elles l'ont dit à Lucille Connell, laquelle] l'a dit à un ami de confiance, et bientôt le FBI est venu frapper à leur porte. Elle dit que c'était la dernière chose au monde dont elle avait envie, mais quand ils sont venus, elle s'est sentie tenue de dire la vérité. »

### Conclusion sur le témoignage
Il faut donc se contenter d’une validation partielle du témoignage de Sylvia Odio.
Il est certain que trois hommes, dont un de type américain, ont rendu visite à Sylvia Odio le 25, 26 ou 27 septembre 1963 et que Sylvia et sa sœur Annie ont identifié l’Américain comme étant Lee Harvey Oswald.
Nous n’avons pas de confirmation que le nom Oswald ait été prononcé, qu'une conversation téléphonique ait eu lieu le lendemain avec Leopoldo ou qu’une référence à un assassinat de Kennedy ait été faite.
Cependant, la déclaration de Sylvia relative à l’assassinat de Kennedy est indirectement corroborée par deux éléments :
- Il est évident que cette visite a causé une forte impression sur Sylvia Odio, plus forte même que sur sa jeune sœur…qui n’a pas eu connaissance de cette déclaration d’après le témoignage des deux sœurs,
- L’existence de cette déclaration explique le lien immédiat que Sylvia a fait avec la visite de septembre lorsqu’elle apprit la nouvelle de l’assassinat.

L’emploi du temps de Oswald n’est pas incompatible avec sa présence à Dallas le 25 septembre, quoique sa présence à Houston à ce moment-là soit indiquée par un certain nombre de preuves indirectes.
Sylvia Odio a toujours été décrite comme un témoin crédible.
Il est donc possible que Oswald ait effectivement été à Dallas, le soir du 25 septembre, et ait rendu visite à Sylvia Odio en se faisant passer pour un sympathisant de la cause anti-castriste. Alternativement, il est possible que quelqu'un ait cherché à faire croire que Oswald était présent lors de cette visite.

## Traitement par la Commission Warren
Si le témoignage de Mme Odio était véridique, il signifiait qu'Oswald avait deux camarades, inconnus de la Commission, qui, peu de temps avant l'assassinat, étaient mêlés à son voyage au Mexique.
Dans un premier temps, l’analyse des mouvements d'Oswald parut invalider le témoignage d'Odio.
Le conseiller Wesley Liebeler s'aperçut pourtant qu’il était donc tout à fait possible qu'Oswald se fût rendu de La Nouvelle-Orléans à Dallas le 25 septembre, qu'il eût rencontré Mme Odio, et qu'il eût ensuite poursuivi jusqu'à Alice, Texas, où il pouvait prendre le car Houston-Mexico. Le récit de Mme Odio d'après lequel il était parti de chez elle en automobile en compagnie de deux autres hommes, ne pouvait être aussi facilement rejeté.
En août 1964, au moment où sont rédigées les premières versions du rapport Warren, le premier conseiller J. Lee Rankin écrit à John Edgar Hoover : «Il est d'une certaine importance pour la Commission que les allégations de Mme Odio soient prouvées ou réfutées.».
Un mois plus tard, le rapport prêt pour l'impression, l'incident Odio préoccupe encore gravement la Commission. Dans un mémo adressé à son patron, Liebeler écrit :  «... Odio peut très bien avoir raison. La Commission sera mal vue si cela s'avère. Il est inutile d'avoir l'air idiot en se rattrapant à des brindilles pour éviter de reconnaître qu'il y a un problème».
C’est alors qu’un rapport du FBI apporta ce qui semblait être une réponse à l’énigme.
Le FBI crut en effet avoir résolu le mystère Odio en retrouvant les trois hommes qui avaient pu venir la voir vers la fin septembre : Loran Hall, un éminent anti-castriste, présentait une ressemblance marquée avec l'homme décrit par Odio comme étant le chef, Leopoldo. Hall déclara le 16 septembre 1964 au FBI qu'il était venu chercher des fonds à Dallas en septembre 1963, et qu'il était allé chez les Odio en compagnie d’individus nommés Lawrence Howard et William Seymour. Howard ressemblait au second des Cubains/Mexicains décrits par Odio. Mais la coïncidence la plus stupéfiante était que Seymour, qui ne connaissait que quelques mots d'espagnol, ressemblait grandement à Oswald. Seymour portait constamment une barbe de plusieurs jours, la même qu'Odio décrivait à propos de «Leon»…
Le témoignage de Hall venait à point nommé pour la Commission, ce alors que le Rapport allait être imprimé.
Pourtant, le FBI, pour compléter son enquête, interrogea William Seymour à Phoenix (Arizona) le 18 septembre 1964, et Lawrence Howard à Los Angeles le 20 septembre : tous deux nièrent avoir jamais rendu visite à Sylvia Odio. Seymour déclara qu'il s'était bien rendu à Dallas avec Loran Hall en 1963, mais en octobre, non en septembre, et qu’Howard ne les accompagnait pas. Howard en convint : c'était un autre que Seymour qui avait fait avec lui et Hall le voyage de Dallas au mois de septembre. Le FBI consulta alors le journal des salaires de la Beach Welding Supplies Company, de Miami Beach en Floride et y trouva la confirmation que William Seymour avait travaillé dans cette firme sans interruption du 5 septembre au 10 octobre 1963.
Le FBI put également se procurer des photographies de Hall, Howard, Seymour et Castro et les soumit à l'examen de Sylvia Odio et de sa sœur. Le procès-verbal mentionne que Sylvia Odio déclara qu'aucun de ces quatre hommes ne lui avait rendu visite. Sa sœur fut encore plus affirmative : «Annie Laurie Odio a affirmé qu'aucune de ces photographies ne ressemble à l'un des trois individus dont elle se souvient.»
Enfin, le 20 septembre 1964, le FBI, interrogea Hall une nouvelle fois. Le compte-rendu de l'agent efface tout doute : «Hall a dit qu'il s'était trompé en affirmant qu'il était mêlé, ainsi que William Seymour et Lawrence Howard, à l'incident qu'avait rapporté Sylvia Odio. Après avoir réfléchi aux voyages qu'il a faits à Dallas et à Miami, il se rappelle maintenant que William Seymour et Lawrence Howard l'ont accompagné séparément à Dallas [...] Hall a dit qu'ayant ainsi éliminé la confusion entre ceux qui l'avaient accompagné dans ses voyages de septembre et d'octobre, il ne se souvient maintenant d'aucun moment où, en compagnie de deux autres individus, il ait établi un contact qui soit celui qu'a rapporté Sylvia Odio.»
La conclusion de l'enquête était claire : les hommes que la Commission désignait implicitement comme étant les visiteurs de l’appartement de Sylvia Odio, y compris celui dont le témoignage servait de base à sa conviction, nièrent tous être allés chez elle.
Le rapport final du FBI du 2 octobre 1964 fut transmis à la Commission, qui venait de prononcer sa dissolution, ce bien avant la publication des Auditions et Pièces à Conviction à la fin novembre 1964. Le document ne fut pas intégré parmi les pièces à conviction.
On peut donc constater que la Commission Warren, sans doute un peu pressée par le temps, n’a pas traité correctement le cas Odio, en partie à cause du temps pris par le FBI pour compléter son enquête.
Il y a cependant plus grave, puisque le 21 septembre 1964, c'est-à-dire le lendemain des dénégations de Hall et Lawrence et trois jours après le démenti de Seymour, le Directeur du FBI, John Edgar Hoover, écrit à la Commission Warren que le témoignage de Hall recueilli le 16 septembre 1964 peut apporter une lumière nouvelle sur les déclarations de Sylvia Odio ! Hoover ne pouvant manquer de connaître ces éléments, il faut en conclure qu’il a menti à la Commission – laquelle l’a cru bien volontiers, non sans un certain empressement.

## Traitement par le HSCA
Odio et Einspruch ont été, comme on l’a vu, interrogés par le HSCA. L’homme chargé de cette enquête était Gaeton Fonzi. La conclusion de Fonzi était qu'Odio disait vrai. Ce fut d’ailleurs également la conclusion du HSCA dans son rapport : le témoignage d'Odio était essentiellement crédible.
La Commission parlementaire s’est toutefois abstenue de creuser cette piste.

## Interprétation
- Si vous ne connaissez pas le sujet, laissez ce bandeau (vous pouvez alors contacter les auteurs).
- Si vous supprimez le contenu mis en cause (vous pouvez préalablement contacter les auteurs),

argumentez précisément cette suppression dans la page de discussion
(un manque de référence n'est pas un argument ; une recherche réelle de référence doit avoir été effectuée, être formellement documentée).
Fondamentalement, trois possibilités sont à considérer.
- Soit Sylvia Odio s'est totalement trompée, et a, involontairement, induit sa sœur en erreur : Oswald n'était pas chez elle et le nom d'Oswald n'a pas été prononcé.
- Soit Sylvia Odio décrit correctement la situation, et Oswald était effectivement à son appartement le 25 septembre.
- Enfin, il est également possible qu'Oswald n'ait pas été sur place, mais que des individus aient délibérément utilisé son nom lors de la visite, en insistant lourdement, leur référence à La Nouvelle-Orléans devant induire Odio à vérifier leur histoire... et à découvrir qu'Oswald était en fait un castriste.

Même si un certain nombre d'éléments, notamment de temps, semblent indiquer qu'Oswald n'aurait pu être une des personnes qui visita Sylvia Odio, le témoignage de Sylvia Odio a été considéré comme solide et crédible par divers enquêteurs, y compris les enquêteurs officiels.
Réalité ou non, l’épisode Odio (ou l’incident Odio comme devait l’appeler le HSCA) est considéré par les chercheurs tenants de la conspiration comme la preuve de l'existence d'un complot (voir Summers). Cependant, même à considérer qu'Oswald a pris part à l'événement, comme beaucoup d’événements relatifs à cette affaire, une multitude d’interprétations sont permises.
Dans une optique conspirationniste, l'événement prouverait que Oswald aurait, dès fin septembre, envisagé l’assassinat de Kennedy et aurait obtenu l’aide de Cubains qui étaient soit des anti-castristes, soit des personnes se faisant passer pour des anti-castristes 
Des cubains anti-castristes auraient pu vouloir créer un lien entre Oswald et Kennedy, et donc mouiller les pro-castristes ou le gouvernement Castro. Dans cette optique, le voyage d'Oswald au Mexique s’analyserait comme un morceau du puzzle qui consisterait à bien établir Oswald comme un castriste. Des agents castristes par contre auraient pu vouloir compromettre la mouvance anti-castriste en l’associant avec le futur assassin.
Quelle que soit l'origine des castristes, l’incident pourrait également être un épisode de la guerre interne qui agitait la communauté cubaine, entre anti- et pro-castristes, et entre divers mouvement anti-castristes (l’idée de mouiller la JURE, mouvement de gauche opposé à Castro, pouvant naître dans l’esprit de beaucoup d’anti-castristes plutôt situés à droite), mais il pourrait également s'agir d'une tentative d’Oswald d’infiltrer les milieux anti-castristes, comme lorsqu'il tentait de se faire passer pour un anti-castriste et anticommuniste auprès de Carlos Bringuier, en août 1963.
Enfin, des agents utilisés par des comploteurs auraient pu chercher à faire d'Oswald un agent communiste, en contact avec les services de renseignements cubains et soviétiques, Oswald étant le complice, peut-être involontaire, d’une manipulation visant à mouiller le monde communiste et de lui attribuer le futur attentat qui se produira à Dallas, sachant qu'Oswald doit être le « pigeon » à sacrifier.
Quoi qu'il en soit, si complot il y a, la question de l'origine du complot dépend de l'identité des deux hommes qui accompagnaient Oswald, point qui n'a jamais été éclairci, et la nature du complot est à mettre en parallèle avec le fait que ce n'est que le 26 septembre, lendemain de cette visite, que le voyage de Kennedy au Texas a été annoncé, et encore cette annonce ne donnait-elle aucune date ni aucune ville.